# Dobromir Sośnierz

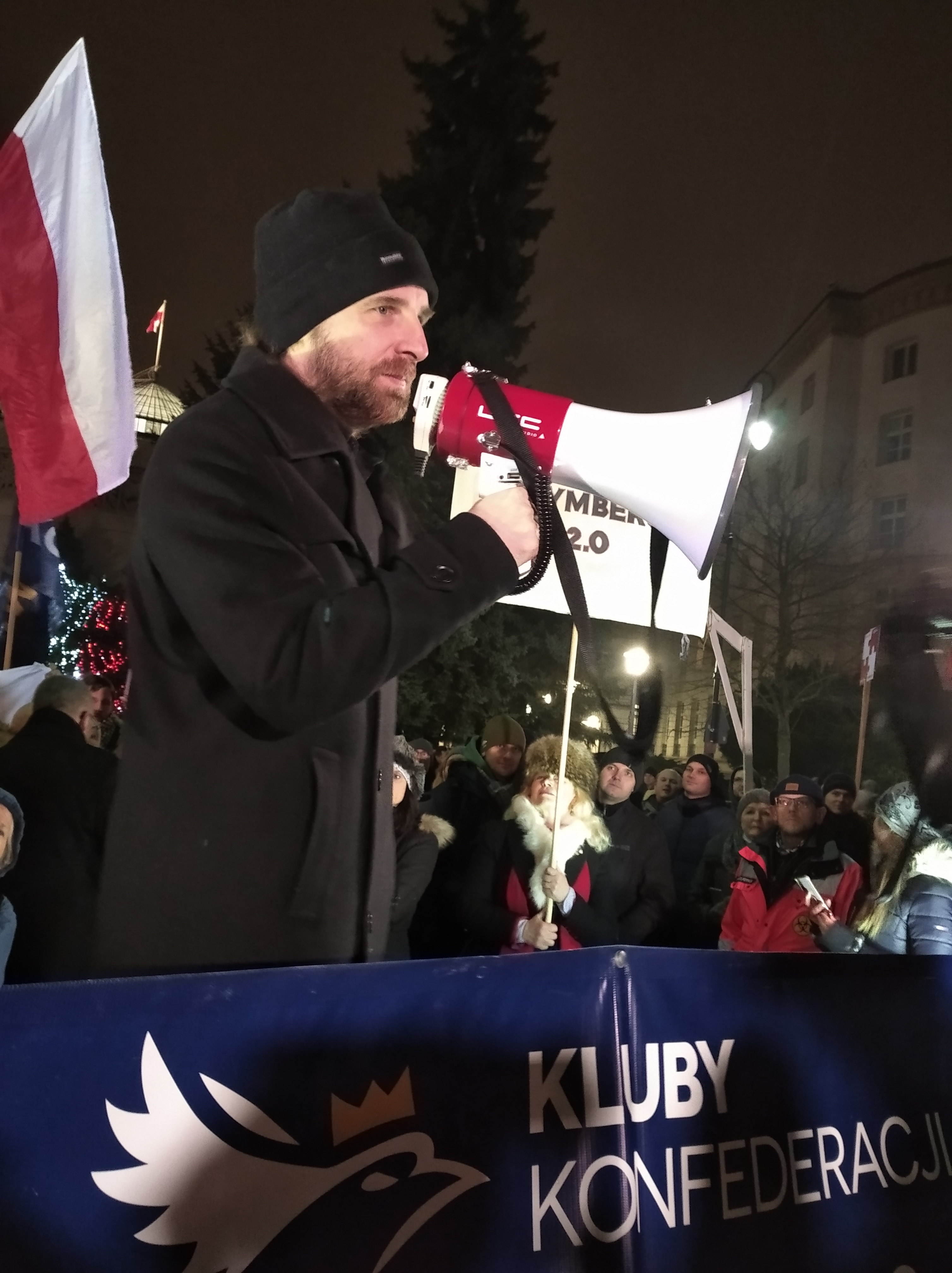
Dobromir Sośnierz (2021)

Dobromir Andrzej Sośnierz (ur. 18 października 1976 w Katowicach) – polski polityk, informatyk, przedsiębiorca, z wykształcenia teolog. Poseł do Parlamentu Europejskiego VIII kadencji (2018–2019), poseł na Sejm IX kadencji (2019–2023).

## Życiorys

### Wykształcenie i działalność zawodowa
Urodził się 18 października 1976 w Katowicach. W rodzinnym mieście uczęszczał do szkoły podstawowej oraz do VII Liceum Ogólnokształcącego im. Harcerzy Obrońców Katowic. Studiował na Uniwersytecie Śląskim w Katowicach – początkowo na Wydziale Prawa i Administracji, później ukończył studia zaoczne na Wydziale Teologicznym tej uczelni. Napisał pracę magisterską zatytułowaną Wola Boża jako źródło moralności, czyli podstawowe argumenty pozytywizmu teonomicznego. Pracował jako informatyk w przedsiębiorstwie archeologicznym, prowadził własne przedsiębiorstwo kolportujące prasę.

### Działalność polityczna
Na początku lat 90. związał się z Unią Polityki Realnej, której członkiem był od 1994 do drugiej połowy następnej dekady. Z listy tej partii kandydował do Sejmiku Województwa Śląskiego w 2002. Jako kandydat UPR ubiegał się o stanowisko prezydenta Katowic w wyborach samorządowych w 2006, uzyskując 1463 głosy (1,51%) i zajmując piąte miejsce wśród dziewięciu kandydatów, równocześnie kandydując do rady miasta. W 2005 startował do Sejmu RP z listy Platformy Janusza Korwin-Mikke. W wyborach parlamentarnych w 2007 kandydował do Senatu RP jako bezpartyjny z ramienia UPR w okręgu rybnickim. Zajął ostatnie, szóste miejsce, zdobywając 18 230 głosów (6%). Przez dwie kadencje był radnym jednostki pomocniczej Ligota-Panewniki w Katowicach.
Brał udział w przeszło 50 odcinkach programu telewizyjnego Młodzież kontra... czyli pod ostrzałem nadawanego ze studia TVP Kraków.
W wyborach do Parlamentu Europejskiego w 2014 bezskutecznie kandydował z czwartego miejsca na liście Kongresu Nowej Prawicy w okręgu śląskim. Uzyskał 1165 głosów, co stanowiło w ramach listy drugi wynik, za liderem KNP Januszem Korwin-Mikkem. Później przystąpił do partii KORWiN. W marcu 2018, w związku z oficjalną rezygnacją z mandatu przez Janusza Korwin-Mikkego, objął mandat posła do Parlamentu Europejskiego VIII kadencji.
W kwietniu 2019 znalazł się na 10. miejscu listy Konfederacji KORWiN Braun Liroy Narodowcy w wyborach do Parlamentu Europejskiego w okręgu nr 11; komitet ten nie przekroczył progu wyborczego. W wyborach krajowych w październiku tegoż roku został natomiast wybrany do Sejmu IX kadencji w okręgu katowickim z ramienia Konfederacji Wolność i Niepodległość, otrzymując 22 191 głosów. W marcu 2022 opuścił partię KORWiN wraz z Arturem Dziamborem i Jakubem Kuleszą. W tym samym roku został jednym z liderów partii Wolnościowcy, w której objął funkcję wiceprezesa. W lutym 2023 ogłosił swoje wystąpienie z Konfederacji i współtworzenie koła poselskiego Wolnościowców. W lipcu tego samego roku powrócił do koła poselskiego Konfederacji. W wyborach w tym samym roku nie uzyskał poselskiej reelekcji. W 2024 wystartował w kolejnych wyborach europejskich z ostatniego miejsca na liście Konfederacji; zdobywając 49 504 głosy, przegrał o 49 głosów z liderem listy Marcinem Sypniewskim i nie uzyskał mandatu europosła X kadencji.

## Życie prywatne
Jest synem Danuty oraz Andrzeja Sośnierza, lekarza i polityka, ma dwoje rodzeństwa. Był żonaty z Joanną, z którą ma dwie córki: Milenę i Jokastę. Małżeństwo zakończyło się rozwodem. Deklaruje się jako abstynent.

## Wyniki wyborcze
| Wybory | Komitet wyborczy                | Komitet wyborczy                                     | Organ                                    | Okręg          | Wynik          |
| ------ | ------------------------------- | ---------------------------------------------------- | ---------------------------------------- | -------------- | -------------- |
| 2002   |                                 | Konserwatywno-Liberalna Partia Unia Polityki Realnej | Sejmik Województwa Śląskiego II kadencji | nr 2           | 3366 (1,84%)   |
| 2005   |                                 | Platforma Janusza Korwin-Mikke                       | Sejm V kadencji                          | nr 31          | 1307 (0,39%)   |
| 2006   |                                 | Unia Polityki Realnej                                | Prezydent Miasta Katowice                | –              | 1463 (1,51%)   |
| 2006   | Rada Miasta Katowice            | Unia Polityki Realnej                                | nr 1                                     | 310 (1,20%)    |                |
| 2007   | Senat VII kadencji              | Unia Polityki Realnej                                | nr 29                                    | 18 230 (6,00%) |                |
| 2014   |                                 | Nowa Prawica – Janusza Korwin-Mikke                  | Parlament Europejski VIII kadencji       | nr 11          | 1165 (0,14%)   |
| 2019   |                                 | Konfederacja KORWiN Braun Liroy Narodowcy            | Parlament Europejski IX kadencji         | nr 11          | 24 788 (1,55%) |
| 2019   |                                 | Konfederacja Wolność i Niepodległość                 | Sejm IX kadencji                         | nr 31          | 22 191 (4,73%) |
| 2023   | Sejm X kadencji                 | Konfederacja Wolność i Niepodległość                 | nr 18                                    | 10 962 (2,03%) |                |
| 2024   | Parlament Europejski X kadencji | Konfederacja Wolność i Niepodległość                 | nr 11                                    | 49 504 (3,72%) |                |